# Victor Delannoy
Victor-Jean-Baptiste-Paulin Delannoy, né le 30 juin 1824 à Templeuve (Nord) et mort le 7 août 1905, est un prélat catholique français, évêque de La Réunion de 1872 à 1876 puis évêque d'Aire de 1876 à sa mort.

## Biographie
Séminariste à Cambrai, il est ensuite ordonné prêtre en 1849. Il devient vicaire puis archiprêtre-doyen de la paroisse Saint-André de Lille.
À la suite de la mort le 10 juillet 1871, à Saint-Denis de la Réunion, de  Amand-René Maupoint, l'abbé Delannoy est nommé évêque de La Réunion le 10 février 1872. Il devient ainsi le troisième évêque du diocèse. Il est alors consacré le 12 octobre 1872 par le cardinal Florian Desprez, assisté de N.N.S.S. Jean-Baptiste Lequette et Henri Monnier.
Il reste à la tête du diocèse jusqu'au 21 octobre 1876, date à laquelle il est transféré au diocèse d’Aire et Dax en remplacement de Louis-Marie Épivent, mort le 23 juillet précédent. Il est installé le 18 décembre 1876. Le 1er avril 1888, il consacre l'église Saint-Jean-Baptiste de Benquet.
Il reste à la tête du diocèse d’Aire et Dax jusqu'à sa mort, le 7 août 1905. Il fait rénover la crypte ainsi que le chœur de l'Église Sainte-Quitterie. Il fait apposer ses armoiries dans la crypte.
Il poursuivit l’œuvre de son prédécesseur à Notre-Dame de Buglose, en faisant achever les tours occidentales, le décor, et en posant dès 1894 les bases du célèbre carillon. Son tombeau, dans la basilique de Buglose, fut exécuté par le comte Clément d'Astanières.

## Armes et devise
Armes : « Coupé au 1 d'azur à une Vierge d'argent, à la treille d'or supportant les armes de l'église de Saint-Pierre de Lille qui sont : parti au 1 de gueules à deux clefs d'or passées en sautoir, au 2 d'or à dix rayons d'azur chargés en cœur d'un petit écusson d'or ; et au 2 parti au 1 de gueules à deux trabes d'or passées en sautoir formant croix de Saint André et au 2 de sinople à l'ancre d'argent ».
Devise : Haec est spes nostra.

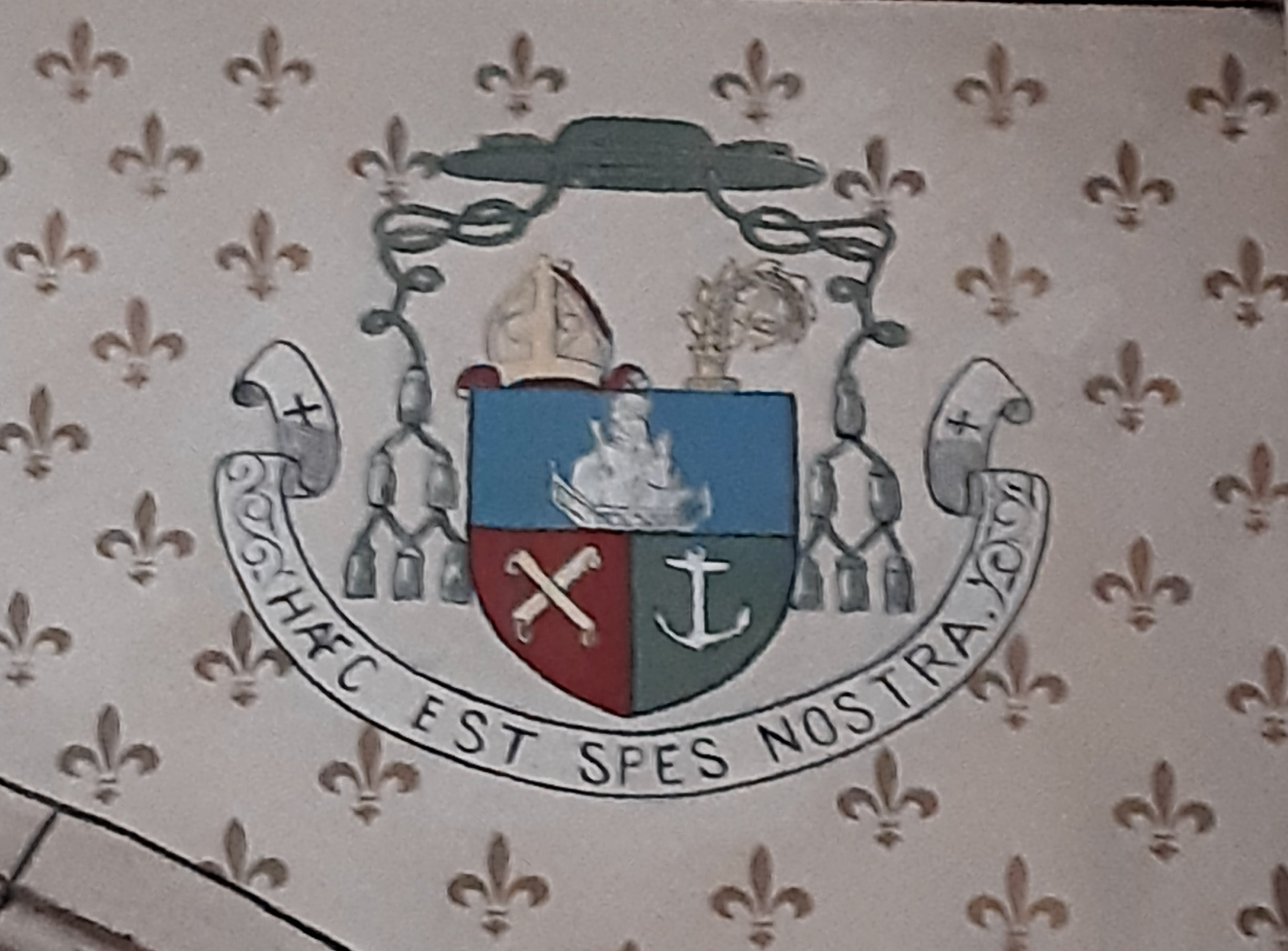
Devise et blason du de Victor Delannoy dans l'église Saint-Jean-Baptiste de Benquet

## Distinction
- Chevalier de la Légion d'honneur (18 juillet 1876)[6]